# Черниговский завод специального автотранспорта

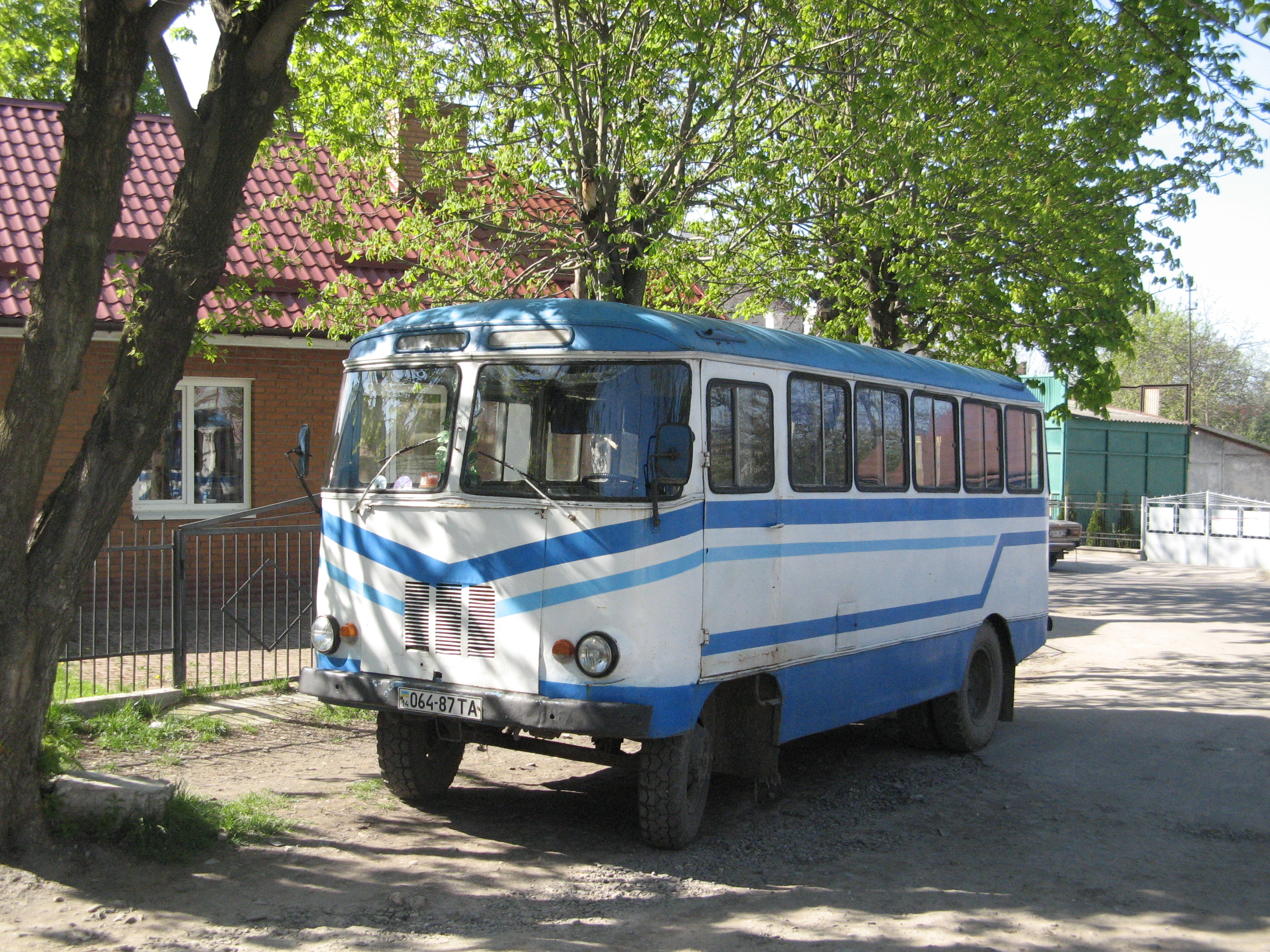
Автобус АСЧ-03 «Чернигов» — основная продукция завода в 1970-х 1980-х гг.

ООО «Черниговский завод специального автотранспорта» (ООО «ЧЗСА»), ранее известен как «Киноремснаб» (1947—1959), «Кинотехпром» (1959—1976), "Черниговский завод «Укркинотехпром» (1976—1989) — украинский производитель специального автотранспорта, расположенный в Чернигове, общество с ограниченной ответственностью.

## История
Основан в 1947 году как завод «Киноремснаб». Осуществлял производство и ремонт оборудования для киносъёмок, а также занимался обслуживанием киноустановок Черниговской области. В середине 1950-х годов завод освоил производство осветительных, операторских, звукозаписывающих и кинопроекционных автомобилей на шасси ГАЗ-51 и ЗИС-150. Со второй половины 1950-х годов завод приступил к выпуску автобусов по типу ПАЗ-651 с деревянным каркасом кузова собственной конструкции. Выпускались как обычные пассажирские автобусы, так и их грузо-пассажирские версии с неполным остеклением салона. В 1959 году предприятие переименовано в завод «Кинотехпром». В 1962 году специально по заказу детского кукольного театра заводскими энтузиастами на базе грузовика ГАЗ-51А был спроектирован и построен автобус вагонной компоновки с деревянным кузовом, определивший направление деятельности предприятия на долгие годы. Завод стал специализироваться на производстве специальных автобусов и грузовых фургонов на их базе для нужд Госкино СССР, именовавшихся как ЧПК (затем — «Чернигов»). Также по заказу организаций завод выпускал автобусы «Чернигов» в пассажирском исполнении. Кроме того, завод не прекращал производства специальных кинотехнических автомобилей на шасси серийных грузовиков. В 1976 году, завод сменил наименование на "Черниговский завод «Укркинотехпром». В 1978 году завод переезжает на новую территорию, и увеличивает объёмы производства: освоено производство автобусов с металлическим кузовом, расширена гамма выпускаемых специальных автомобилей. Помимо автобусов и фургонов, завод выпускает специальные микроавтобусы, автомобили ГАЗ-69 (позже УАЗ-469Б) с полностью металлическим кузовом, микроавтобусы ЛЭК, игровые и специальные автомобили в единичных экземплярах, прицепы. Заказчиками завода помимо Госкино СССР становятся другие министерства и ведомства, в том числе Министерство обороны, МВД, КГБ. В связи с расширением номенклатуры и значимости выпускаемой продукции, в 1989 году предприятие было переименовано в «Черниговский завод специального автотранспорта» (ЧЗСА). В период кризиса начала 1990-х годов спрос на продукцию завода упал, и предприятие переключилось на выпуск автотехники, спрос на которую продолжал сохраняться — микроавтобусы для городских перевозок, грузовые и грузо-пассажирские фургоны, вахтовые автобусы. Но объёмы производства были очень малы, а положение предприятия тяжёлым. После приватизации в 1997 году, завод контролируется киевской компанией ЗАО «Пожкомплекс» и занимается выпуском пожарной техники. Была попытка возобновления производства новой модели автобуса, но от этой идеи отказались. По состоянию на 2014 год завод автомобильную технику не выпускает, а только выполняет её капитальный ремонт. Основным направлением деятельности компании стал выпуск и ремонт пожарного оборудования.

## Продукция
В разные годы завод выпускал следующие модели автобусов и специальной автотехники:
- специальные кинотехнические автомобили на шасси ГАЗ-51;
- специальные кинотехнические автомобили на шасси ЗИС-150;
- капотный автобус ЧПК по типу ПАЗ-651 (Фото);
- бескапотный автобус ЧПК (Фото);
- АСЧ-01 «Чернигов» (Фото);
- автобус АСЧ-02 «Чернигов» (Фото);
- автобус АСЧ-03 «Чернигов» (Фото);
- грузо-пассажирский фургон ТОМЗ-66 на базе АСЧ-03 «Чернигов» (Фото);
- передвижная студия звукозаписи УПАЗ-66 на базе АСЧ-03 «Чернигов» (Фото);
- специальный кинопроекционный автобус на базе АСЧ-03 «Чернигов» (Фото);
- грузо-пассажирский фургон ТОМ на базе АСЧ-03 «Чернигов» (Фото);
- фургон для светотехнического оборудования АСТ на базе АСЧ-03 «Чернигов» (Фото);
- пиротехнический фургон БАП-2 на базе АСЧ-03 «Чернигов» (Фото);
- оружейно-пиротехнический автомобиль АОП на базе АСЧ-03 «Чернигов» (Фото);
- кинопроекционный автобус на базе АСЧ-03 «Чернигов» (Фото);
- грузо-пассажирский фургон на базе АСЧ-03 «Чернигов» (Фото);
- стоматологический кабинет на базе АСЧ-03 «Чернигов» (Фото);
- автобус АСЧ-03-98 «Чернигов» (Фото);
- автобус АСЧ-04 «Чернигов» (Фото);
- автобус АСЧ-05 «Чернигов» (Фото);
- кинооператорский автомобиль АКО-02 на шасси АСЧ-05 (Фото);
- киносъёмочный автомобиль АКС на шасси АСЧ-05 (Фото);
- грузо-пассажирский фургон АГ-01 на шасси АСЧ-05 (Фото);
- автомобиль АСТ-02 на шасси АСЧ-05 (Фото);
- передвижной видеозал АВС-01 на шасси АСЧ-05 (Фото);
- микроавтобус «Десна» (Фото);
- автобус «Десна-1» (Фото);
- микроавтобус ЛЭК-452 «Десна-2» на шасси УАЗ-452Д (Фото);
- микроавтобус «Десна-2М» на шасси УАЗ-452Д (Фото);
- автомобиль ГАЗ-69 с закрытым кузовом (Фото);
- автомобиль ГАЗ-69А с закрытым кузовом (Фото);
- автомобиль УАЗ-469Б с закрытым кузовом (Фото);
- автобус газодымозащитной службы АГЗДС на базе АСЧ-03 (Фото);
- автомобиль радиационно-химической разведки на шасси ЗИЛ-131 (Фото);
- лесопатрульный автомобиль АЦЛ-20(137)-ПК-1 на шасси ЗИЛ-131 (Фото);
- вахтовый автобус ЧЗСА-05-П-53 на шасси ГАЗ-53-12;
- вахтовый автобус ЧЗСА-05-П-5337 (Фото);
- вахтовый автобус ЧЗСА-05-П-3307 (Фото);
- вахтовый автобус ЧЗСА-05-П-66 (Фото);
- вахтовый автобус ЧПК-3902 (Фото);
- вахтовый автобус ЧПК-3904 на шасси Урал-4320 (Фото);
- вахтовый автобус ЧПК-3904 на шасси КАМАЗ-43105 (Фото);
- вахтовый автобус ЧЗСА-05П-3302 (Фото);
- микроавтобус ЧЗСА-02.МТ-3302 (Фото);
- микроавтобус ЧЗСА-02.МТ-3302 "Десна-2П" (Фото);
- автобус ЧЗСА-03МС-5301БО (Фото);
- автобус ЧЗСА-03МТ-5301БО;
- специальные автомобили на шасси УАЗ-452В;
- киносъёмочный автомобиль АКСМ.01-452Д (Фото);
- репортёрский автомобиль «кинохроникер» — АРАТ-452 (Фото);
- малогабаритная звукозаписывающая станция МПАЗ на шасси УАЗ-452В
- автомобиль ЧПК-762 на базе фургона ЕрАЗ-762;
- оперативный автомобиль АДТП (Фото);
- специальные автомобили на шасси ГАЗ-3302;
- промтоварные фургоны ЧЗСА-01-3302 (Фото);
- изотермический фургон ЧЗСА-01Т-3302 (Фото);
- фургон для хлебобулочных изделий ЧЗСА-01Х-3302 на шасси ГАЗ-3302;
- ремонтная мастерская РВМ-2-АМ (Фото);
- грузовой фургон АМК на шасси ГАЗ-3307;
- промтоварные и мебельные фургоны ЧЗСА-01М на шасси ЗИЛ-5301БО (Фото);
- промтоварные и мебельные фургоны ЧЗСА-01М на шасси ЗИЛ-5301ЕО (Фото);
- грузо-пассажирский фургон ЧЗСА-02-5301 (Фото);
- мебельный фургон ЧЗСА-01М-5320 на шасси КАМАЗ-5320;
- автомобиль многоцелевой киносъёмочный АМК-01(53-12) на шасси ГАЗ-53-12 (Фото);
- специальные автомобили на шасси стандартных грузовиков (Фото);
- специальный автомобиль ЧЗСА на шасси ЗИЛ-131 (Фото);
- специальный автобус ЧЗСА КНК-1 «Изофон-II» на шасси ЗИЛ-131 (Фото);
- операторский автомобиль для съемок с движения ОАСД-3 (Фото);
- тяжёлый кино-технологический автобус АКТ на шасси ЗИЛ-133Г2 (Фото);
- автомобиль свето-технический АСТ-03 на шасси ЗИЛ-133Г2 (Фото);
- штаб-салон на шасси ЗИЛ-133Г2 (Фото);
- автомобиль осветительный АВС на шасси ЗИЛ-133Г2 (Фото);
- индивидуальные игровые автомобили (Фото);
- прицепы ЧЗСА на базе прицепа СМЗ-810 (Фото).